# C.J. Ramone
C.J. Ramone, właśc. Christopher Joseph Ward (ur. 8 października 1965) – amerykański muzyk rockowy, w latach 1989–1996 grał na gitarze basowej w legendarnej punkrockowej grupie Ramones.